# انتون اسکوبار
انتون اسکوبار (انگلیسی: Antón Escobar؛ زادهٔ ۱۶ ژوئن ۱۹۹۸) بازیکن فوتبال اهل اسپانیا است.
از باشگاه‌هایی که در آن بازی کرده‌است می‌توان به باشگاه فوتبال لوگو اشاره کرد.